# Telebasis abuna
Telebasis abuna là một loài chuồn chuồn kim trong họ Coenagrionidae.
Telebasis abuna được miêu tả khoa học năm 1995 bởi Bick & Bick.